# Wikipédia em oriá
A Wikipédia em oriá é a versão em oriá da Wikipédia, a enciclopédia de licença livre.. É um projeto de enciclopédia colaborativo gratuito, baseado na web e apoiado pela Wikipedia Foundation, sem fins lucrativos. O projeto foi iniciado em 3 de junho de 2022 e alcançou 1.000 artigos em maio de 2011. Esta é uma das primeiras quatro Wikipédias em língua da Índia, iniciadas em 2002, entre mais de 20 Wikipédia em língua do país asiático. A primeira edição em oriá foi criada por um editor anônimo em 3 de junho de 2002.